# Griend

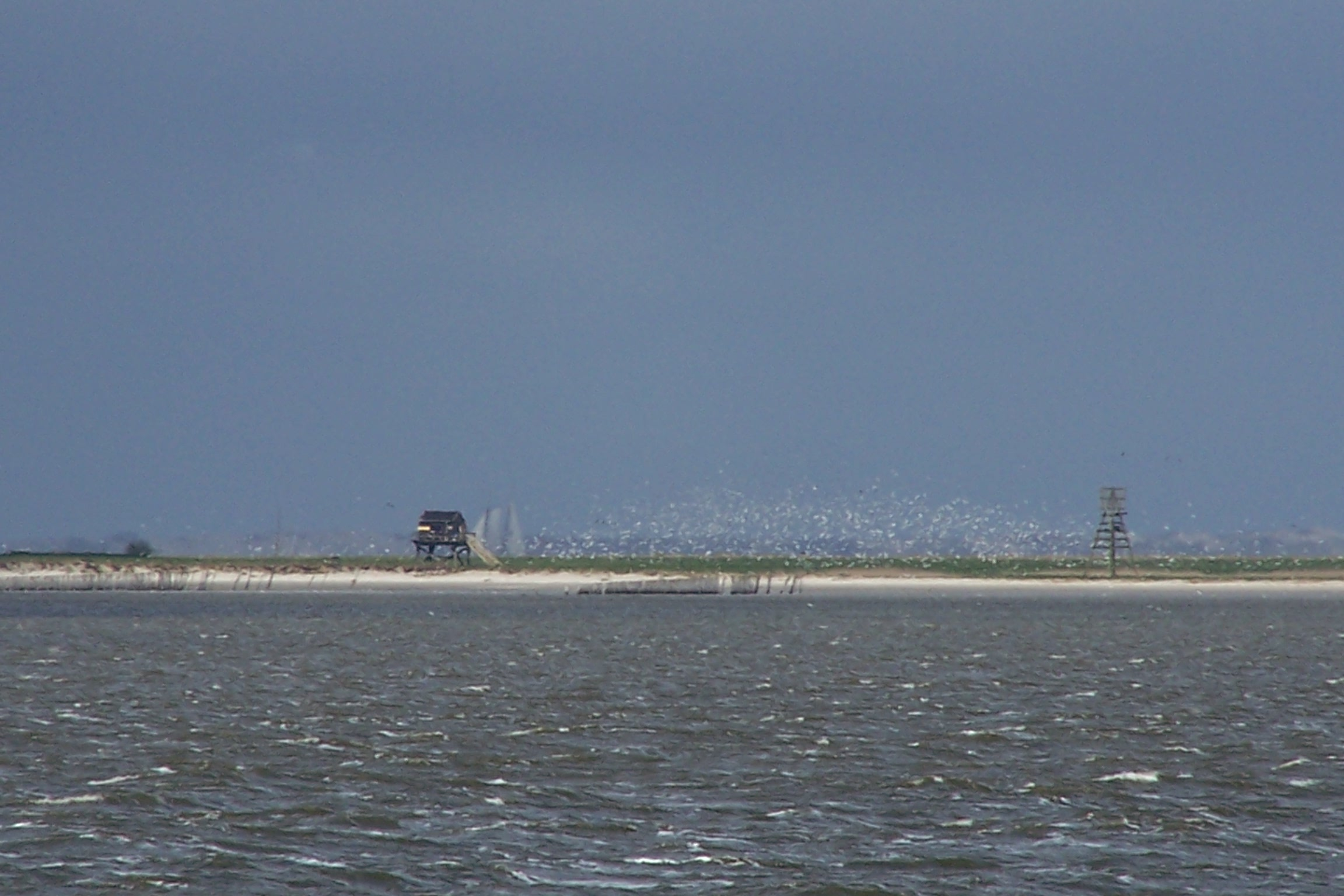
Vogelschwarm zwischen Vogelwärterhaus (Pfahlgebäude) und Bake

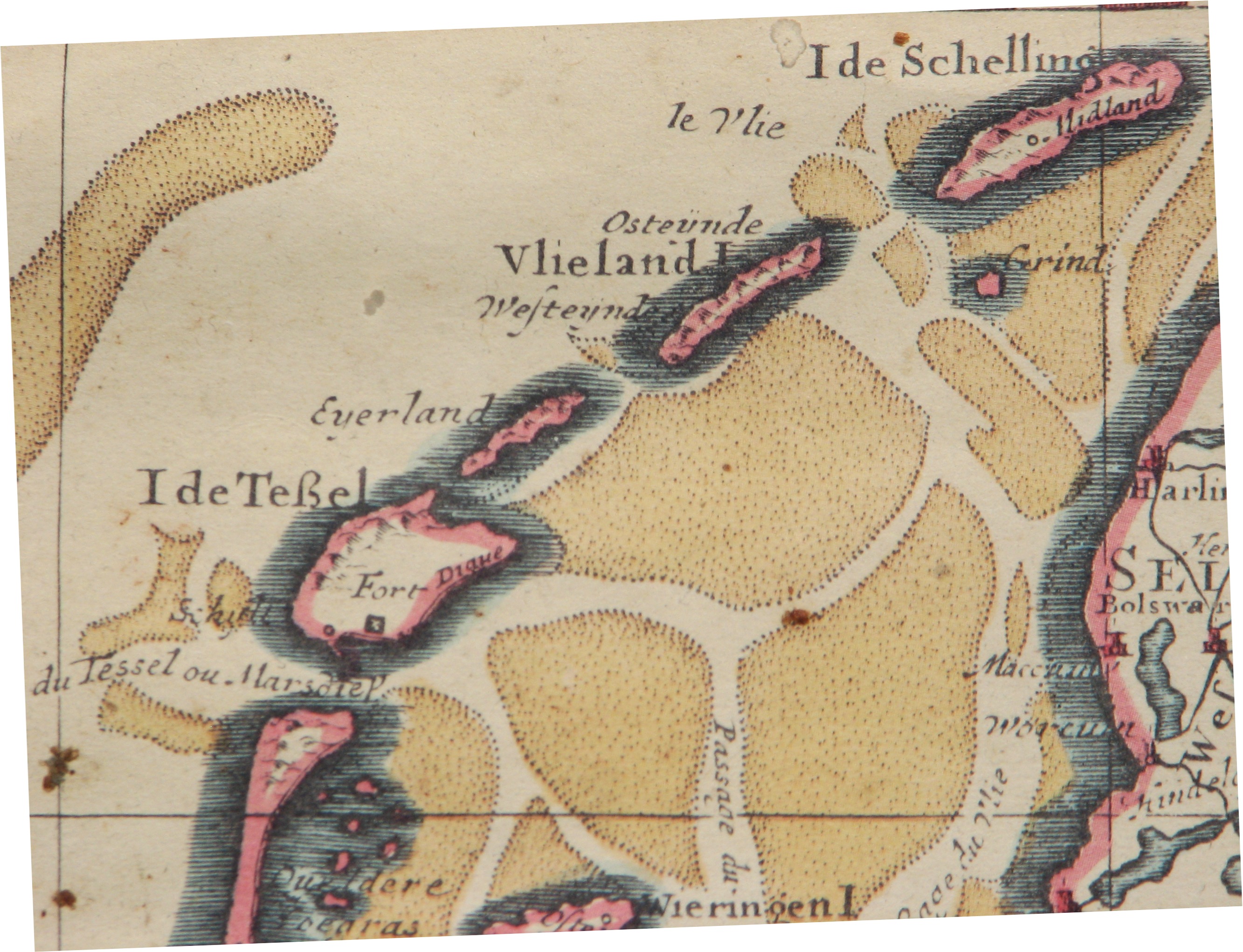
Griend auf einer Karte des französischen Geographen Guillaume Delisle, herausgegeben in Amsterdam 1743 nach einem Original in Paris von 1702

Griend (historisch auch Grind, Gryn oder Grynde) ist eine unbewohnte Insel im westfriesischen Wattenmeer etwa 18 Kilometer östlich der niederländischen Insel Vlieland und gut 12 Kilometer nordwestlich der niederländischen Stadt Harlingen. Verwaltungstechnisch gehört die Insel zum Gebiet der Gemeinde Terschelling. Griend ist die höchste Erhebung der Ballastplaat, einer Wattenplatte zwischen den Inseln Vlieland und Terschelling sowie dem niederländischen Festland. Sie hat eine Länge von zwei Kilometern bei einer Breite von nur wenigen hundert Metern und ist bei normalem Hochwasser etwa 82 Hektar groß.

## Geschichte
Im Mittelalter war die Insel bewohnt, auf ihr befand sich eine befestigte Siedlung mit dem Namen Stedeke Gryn, die um 1220 durch Siard von Mariengaarde zu einer mit Gräben und Wällen geschützten Stadt ausgebaut wurde, in der es auch eine Hochschule sowie ein Kloster gab. Griend war zu Beginn des 13. Jahrhunderts durch florierenden Handel mit dem Hinterland eine wohlhabende Insel, vor allem berühmt für ihren Käse. Durch ständige Küstenabbrüche wurde die Insel stets kleiner, einige durch die Bewohner unbedacht angelegte Kanäle trugen ihren Teil zur Erosion bei. Die Siedlung wurde schließlich durch die Luciaflut im Dezember 1287 nahezu vollständig zerstört. Auf Griend blieben weniger als zehn Häuser übrig, 1610 gab es noch vier, 1720 nur noch eins. Die Insel wurde danach bis ins achtzehnte Jahrhundert lediglich von einigen Bauern bewohnt, die ihre Häuser auf Warften errichtet hatten. Die Fläche der Insel verkleinerte sich von 165 Hektar im Jahr 1398 und etwa 80 Hektar um 1600 auf nur noch ca. 25 Hektar im Jahre 1800. Die Insel hatte in den letzten Jahrhunderten eine Sichelform und bewegte sich mit einer Geschwindigkeit von sieben Metern pro Jahr in südöstlicher Richtung. Griend bestand aus einem natürlichen Sandwall mit kleinen Dünen; ihr höchster Punkt lag bei 2,40 Metern über Normalnull, dahinter befand sich ein kleiner Anwachs, niedriger als 1 Meter über Normalnull. Die Bewohner hatten die Insel zu dieser Zeit bereits verlassen. Durch die Wanderung der unbefestigten Insel gingen vorhandene Gebäude im Laufe der Zeit unter.
Die Insel wurde, nachdem die bisherigen Einwohner sie verlassen hatten, von den Einwohnern Terschellings als Weidegebiet für ihre Schafe und zur Heugewinnung genutzt. Des Weiteren wurden dort auch die Eier von Möwen und Seeschwalben zum Verzehr gesammelt. Im Jahre 1916 kaufte die Vereniging Natuurmonumenten die Weiderechte und versuchte durch die Überwachung der Vogelkolonien den Eierdiebstahl zu bekämpfen. 1938 brach der Sandwall durch und der Abbruch der Insel nahm mehr und mehr zu. Nach 1950 wurden 20.000 Kubikmeter Sand vor dem Sandwall aufgespült, im Herbst 1973 noch einmal 300.000 Kubikmeter. Anschließend wurde der Wall mit einer Muschelschicht und sieben Pfahlreihen als Wellenbrecher hergerichtet. Der neue Sandwall wurde 3 m hoch und die Insel von 14 auf 24 Hektar vergrößert.

## Griend heute
Griend ist heute ein niederländisches Naturschutzgebiet und nicht öffentlich zugänglich. Heute sind auf Griend außer dem Pfahlgebäude, das lediglich vom Vogelwart bewohnt wird sowie der Bake, die sowohl als Richtzeichen wie auch als Rettungsstation dient, keine weiteren Gebäude mehr vorhanden. Die heutige Insel Griend liegt mittlerweile an einer gänzlich anderen Position als noch im Mittelalter. Die abgesehen von einem oder zwei Vogelwarten jetzt unbewohnte Insel ist eher eine nur wenige Meter über Normalhöhennull liegende Sandbank auf der Ballastplaat mit entsprechender Flora und Fauna.
Da Griend nicht durch Deiche geschützt wird, wandert die Insel auch heute noch langsam ostwärts. Um die Insel vor weiteren Landverlusten zu schützen, wurden am Südrand einige Dämme gebaut. Um 1988 wurde die Insel durch den Bau eines niedrigen Sanddeichs entlang der Nordseite verstärkt, seither ist die Erosion gestoppt und die Fläche der Insel wächst wieder langsam.

## Natur
Auf der flachen Insel brüten zahlreiche Arten von Seevögeln, so beherbergt Griend u. a. die größte Brandseeschwalbenkolonie Westeuropas. Jedes Jahr brüten mehr als 10.000 Brutpaare auf der Insel. Weiterhin ist Griend auch Brutgebiet für Fluss-Seeschwalben, Küstenseeschwalben, Eiderenten, Brandgänse, Austernfischer, Rotschenkel, Lachmöwen, Sturmmöwen, Heringsmöwen, Mantelmöwen und Silbermöwen. Gelegentlich brüten hier auch Schwarzkopfmöwen und Sumpfohreulen. Seit dem Anlegen des Sanddeichs ist die Insel auch durch Waldmäuse besiedelt.